# Jeju SK FC
Jeju United FC (kor. 제주 유나이티드 FC) – południowokoreański klub piłkarski założony w 1982, występujący w K League 1. Klub ma siedzibę w mieście Seogwipo, w prowincji Czedżu.
Baza klubowa była oryginalnie w Seulu i klub był znany jako Yukong Elephants (1983-1995). Pod koniec 1995 przeniósł się do zachodniego Seulu, w okolice miasta Bucheon, i zmienił nazwę na Bucheon Yukong, a potem w 1997 na Bucheon SK. Były to zmiany mało znaczące w porównaniu z tym co się wydarzyło w 2006, kiedy to klub został przemianowany na Jeju United FC i przeniesiony najdalej jak to było możliwe od pierwotnego miejsca, na wyspę Czedżu (450 km).

## Historia nazw i lokalizacji
- 1983–1986 – Yukong Elephants (siedziba Seul)
- 1987–1990 – Yukong Elephants (siedziba Inczon)
- 1991–1995 – Yukong Elephants (siedziba Seul)
- 1996 – Bucheon Yukong  (siedziba Seul)
- 1997–2005 – Bucheon SK (siedziba Bucheon)
- Od 2006 – Jeju United FC (siedziba Seogwipo)

## Sukcesy
- K League 1
  - mistrzostwo (1): 1989
  - wicemistrzostwo (4): 1984, 1994, 2000, 2010, 2017
- Puchar Korei Południowej
  - finał (1): 2004
- Puchar Ligi
  - zwycięstwo (3): 1994, 1996, 2000s
  - finał (2): 1998, 1998s

## Stadion
Domowe mecze klub rozgrywa na stadionie Stadion Cheju World Cup, który może pomieścić 35657 widzów.

## Skład na sezon 2018
| Nr | Poz. | Piłkarz                   |
| -- | ---- | ------------------------- |
| 1  | BR   | Kim Kyeong-min            |
| 2  | OB   | Jung Da-hwon              |
| 3  | OB   | Kim Sang-won              |
| 5  | OB   | Kweon Han-jin             |
| 6  | OB   | Park Jin-po               |
| 7  | PO   | Kwon Soon-hyung (kapitan) |
| 8  | PO   | Kim Seong-ju              |
| 9  | NA   | Jin Seong-wook            |
| 10 | PO   | Magno Cruz                |
| 11 | NA   | Roberson                  |
| 13 | OB   | Chung Woon                |
| 14 | PO   | Lee Chang-min             |
| 15 | OB   | Aleksandar Jovanović      |
| 16 | PO   | Lee Dong-soo              |
| 17 | PO   | Moon Sang-yun             |
| 19 | NA   | Bae Il-hwan               |

| Nr | Poz. | Piłkarz         |
| -- | ---- | --------------- |
| 20 | OB   | Cho Yong-hyung  |
| 21 | BR   | Lee Chang-keun  |
| 22 | OB   | Kim Soo-beom    |
| 27 | PO   | Ryu Seung-woo   |
| 29 | NA   | Lee Geon-cheol  |
| 30 | PO   | Kim Hyeon-wook  |
| 31 | BR   | Moon Kwang-seok |
| 32 | OB   | Kim Seung-woo   |
| 35 | PO   | Choi Hyun-tae   |
| 37 | OB   | Kim Won-il      |
| 40 | PO   | Lee Chan-dong   |
| 41 | BR   | Park Han-keun   |
| 42 | PO   | Lee Dong-hee    |
| 45 | OB   | Jeong Tae-wook  |
| 47 | NA   | Lee Eun-beom    |
| 99 | NA   | Tiago Marques   |